# Silstedt
Silstedt è una frazione della città tedesca di Wernigerode, nel Land della Sassonia-Anhalt.